# 劉宦
劉宦（1513年—？），字士晉，湖廣衡州衛人，官籍，明朝政治人物。

## 生平
湖廣鄉試第二十七名舉人。嘉靖二十年（1541年）中式辛丑科會試第一百八名，登第三甲第一百三十六名進士。二十二年任莆田县知县。

## 家族
曾祖劉德華，壽官；祖父劉仲良；父劉廷福。前母魏氏；母康氏。具庆下。